# クレイグ・フェイガン
クレイグ・アンソニー・フェイガン（Craig Anthony Fagan, 1982年12月11日）は、イングランド・バーミンガム出身のサッカー選手。現在は無所属。ポジションはフォワード。

## 経歴
2013-14シーズンを終えフットボールリーグ1のジリンガムFCを退団し、2015年2月17日にSリーグのブルネイDPMM FCへ加入した。しかし、ホーム・ユナイテッドとの試合でアキレス腱を負傷。6か月間の離脱を強いられることとなり、3月30日にハサナル・ボルキア国立競技場を去ることが発表された。

## 所属クラブ
- バーミンガム・シティFC 2002-2004

→  ブリストル・シティFC 2003 (loan)
→  コルチェスター・ユナイテッドFC 2003-2004 (loan)
- コルチェスター・ユナイテッドFC 2004-2005
- ハル・シティAFC 2005-2007
- ダービー・カウンティFC 2007-2008

→  ハル・シティAFC 2008 (loan)
- ハル・シティAFC 2008-2011
- ブラッドフォード・シティAFC 2011-2012
- ベリーFC 2013
- ジリンガムFC 2013-2014
- ブルネイDPMM FC 2015